# Conner Avenue Assembly
Conner Avenue Assembly is een autofabriek van Chrysler in Detroit (Michigan) in de Verenigde Staten.

## Geschiedenis
De fabriek werd geopend in 1966 voor de productie van bougies en in 1995 gekocht door het toen onafhankelijke Chrysler voor de bouw van Dodge Vipers en Plymouth Prowlers. De Viper werd tot dan gebouwd bij New Mack Assembly en kwam in oktober 1995 naar Conner Avenue. De productie van de Prowler werd aangevangen in mei 1997. Toen werkten er 225 werknemers die acht Vipers en vijftien Prowlers per dag bouwden op twee aparte assemblaglelijnen. De V10-motor in de Viper werd oorspronkelijk gebouwd bij Mound Road Engine, maar kwam in mei 2001 ook naar Conner Avenue. Begin 2002 werd de Prowler stopgezet. Sinds 2003 wordt de nieuwe SRT-10 roadster/coupé er geproduceerd. Er wordt gewerkt met één shift gedurende vijf dagen. Medio 2010 werd ook de Viper stopgezet en lag de fabriek stil. Eind 2012 werd de productie opnieuw opgestart met de nieuwe Dodge Viper voor 2013.

## Gebouwde modellen
| Afbeelding | Model                                  | Periode                               |
| ---------- | -------------------------------------- | ------------------------------------- |
|            | Dodge Viper -/SRT-10                   | oktober 1995-juli 2010 december 2012+ |
|            | Plymouth Prowler (en Chrysler Prowler) | mei 1997-februari 2002                |